# Sandöfjärden, Raseborg
Sandöfjärden är en fjärd i Snappertuna i Raseborgs stad i landskapet Nyland, i den södra delen av landet, 80 km väster om huvudstaden Helsingfors.
Inlandsklimat råder i trakten. Årsmedeltemperaturen i trakten är 5 °C. Den varmaste månaden är augusti, då medeltemperaturen är 16 °C, och den kallaste är januari, med −5 °C.